# 過海隧道巴士694S線
過海隧道巴士694S線是香港一條過海巴士路線，由城巴有限公司營辦，於2023年3月20日起投入服務，來往調景嶺站及小西灣邨，屬過海隧道巴士694線之特別班次。694S線途經西貢區之將軍澳市中心、百勝角及日出康城，和港島東之鰂魚涌、西灣河、筲箕灣及柴灣，並取道將藍公路及東區海底隧道往返，只於星期一至五（公眾假期除外）繁忙時間提供服務，全程收費為$16.6。
694S線是新巴和城巴專營權合併前，最後一條以新巴名義投入服務的常規路線。

## 歷史
將軍澳－藍田隧道及將軍澳跨灣連接路（合稱將藍公路）於2022年12月11日通車後，九巴和新巴新增了5條使用新隧道的路線，惟當中沒有任何過海路線。西貢區議會指出，將藍公路設有支路直接接駁東區海底隧道，惟將軍澳的過海巴士服務不足，不少區內居民每天依賴港鐵將軍澳綫往返港島，當將軍澳綫發生故障，區內交通便陷入癱瘓，遂動議要求開辦經將藍公路往返將軍澳和港島的巴士路線。惟運輸署指出將軍澳的過海隧道巴士路線載客率不是太高，認為將軍澳區的乘客仍傾向選擇利用港鐵過海，會在乘客出行習慣隨將藍隧道開通一段時間後穩定下來，才因應乘客需求而研究開辦行經將藍隧道過海巴士線特別班次的可行性。
2023年2月，運輸及物流局與運輸署向立法會提交的文件指出，雖然將軍澳現有過海巴士路線乘客量偏低，但因應居民建議，決定與巴士公司研究試辦相關過海路線行經將藍隧道的特別班次，預計在3月落實。當中，過海隧道巴士694線將增設特別班次694S，於星期一至五（公眾假期除外）上午繁忙時間由調景嶺站單向開往小西灣，途經將軍澳市中心及日出康城，然後取道將藍公路及東區海底隧道前往港島東（鰂魚涌、西灣河、筲箕灣及柴灣）。運輸署其後提交修訂方案，建議此路線增設星期一至五（公眾假期除外）下午繁忙時間由小西灣開往調景嶺站之服務。
最終694S線來回程服務均獲安排於2023年3月20日開辦，來回程均不停靠東區海底隧道收費廣場。路線開辦當天，新巴安排兩輛印上該公司初期經典橙綠色波浪紋圖案的復刻版巴士行駛此線，惟全程行車時間達90分鐘，較官方行車時間為慢。
2023年7月1日，因應新巴城巴合併，本線改由城巴經營。

## 服務時間及班次
694S線每個方向於星期一至五繁忙時間在固定時間開出兩班常規班次，星期六、日及公眾假期不設服務，列表如下：
| 調景嶺站開 | 小西灣邨開 |
| ---------- | ---------- |
| 07:50      | 17:45      |
| 08:10      | 18:05      |

## 收費
694S線全程收費為$17.8，並設12歲以下小童及65歲或以上長者半價優惠。60歲－64歲香港居民、65歲或以上長者與合資格殘疾人士如以指定八達通繳付此線的車資，可享有長者及合資格殘疾人士公共交通票價優惠計劃提供的$2票價優惠。此外，乘客亦可使用指定電子支付工具繳付車資，使用此支付方式的乘客可享有與其他城巴獨營路線或聯營線城巴班次之轉乘優惠，惟不適用於與非城巴路線之轉乘優惠，乘客亦不能享有「公共交通費用補貼計劃」及「長者及合資格殘疾人士公共交通票價優惠計劃」。
694S線沿途分段收費如下：
| 上車地點＼落車地點 | 小西灣邨 | 調景嶺站 |
| ------------------ | -------- | -------- |
| 健康村起           | $7.7     | 不適用   |
| 太安樓起           | $6.1     |          |
| 日出康城晉海起     | 不適用   | $7.7     |

## 行車路線
694S線往小西灣邨方向之班次途經景嶺路、唐明街、唐俊街、至善街、寶邑路、環保大道、康城路、康城站公共運輸交匯處、康城路、環保大道、將藍公路、東區海底隧道、東區走廊、民康街、英皇道、筲箕灣道、柴灣道及小西灣道；往調景嶺站方向之班次途經小西灣道、柴灣道、環翠道、柴灣道、筲箕灣道、英皇道、康山道、英皇道、健康西街、七姊妹道、電照街、渣華道、民康街、東區走廊、東區海底隧道、藍田交匯處、將藍公路、環保大道、康城路、康城站公共運輸交匯處、康城路、環保大道、寶邑路、至善街、唐俊街、唐明街、寶順路、翠嶺路及景嶺路，具體停站請參考資訊框。

### 書籍
- 陳自瑜. . 香港: 北嶺國際有限公司. 2023-07: 103-108. ISBN 9789629200534 （中文（香港））.
- 龔家豪. . 新尚線. 2024: 194-201. ISBN 9789887693826 （中文（香港））.

### 其他參考資料
1. 1 2 3 4 5  . 匯達交通服務.   [2023-03-16]. （原始内容存档于2023-03-16）.
2. 1 2 3 4 5  . 匯達交通服務.   [2023-03-16]. （原始内容存档于2023-03-16）.
3. ↑   (PDF). 匯達交通服務有限公司. 2023-03-19  [2023-03-19]. （原始内容存档 (PDF)于2023-03-19） （中文（香港））.
4. ↑   (PDF). 西貢區議會交通及運輸委員會文件第4/23號. 2023-01-04  [2023-03-14]. （原始内容存档 (PDF)于2023-03-14） （中文（香港））.
5. ↑   (PDF). 西貢區議會交通及運輸委員會文件第24/23號. 2023-01  [2023-03-14]. （原始内容存档 (PDF)于2023-01-18） （中文（香港））.
6. ↑  . 明報. 2023-02-11  [2023-03-14]. （原始内容存档于2023-03-03） （中文（香港））.
7. ↑  . am730. 2023-02-21  [2023-03-14]. （原始内容存档于2023-03-15） （中文（香港））.
8. ↑  . 香港01. 2023-02-21  [2023-03-14]. （原始内容存档于2023-03-14） （中文（香港））.
9. ↑   (PDF). 中西區交運會文件第8/2023號. 2023-02  [2023-03-14]. （原始内容存档 (PDF)于2023-03-14） （中文（香港））.
10. ↑   (PDF). 匯達交通服務有限公司. 2023-03-13  [2023-03-14]. （原始内容存档 (PDF)于2023-03-14） （中文（香港））.
11. ↑   (PDF). 運輸署. 2023-03-14  [2023-03-17]. （原始内容存档 (PDF)于2023-03-14） （中文（香港））.
12. ↑  . 香港01. 2023-03-13  [2023-03-14]. （原始内容存档于2023-03-18） （中文（香港））.
13. ↑  . 明報. 2023-03-20  [2023-03-21]. （原始内容存档于2023-03-21） （中文（香港））.
14. ↑  . 東方日報. 2023-03-20  [2023-03-21]. （原始内容存档于2023-03-21） （中文（香港））.
15. ↑  . 匯達交通服務有限公司.   [2022-06-01]. （原始内容存档于2022-05-14） （中文（香港））.
16. ↑  . 匯達交通服務有限公司.   [2023-05-08]. （原始内容存档于2023-04-27） （中文（香港））.